# Børnenes verden
Børnenes verden er en dansk børnefilm fra 2013, der er instrueret af Paw Charlie Ravn efter manuskript af ham selv og Anna Bro.

## Handling
Børnenes verden foregår i en verden hvor der ingen voksne findes. Drengene og pigerne lever adskilt separeret af en øde slette: drengene i byen og pigerne i skoven. Drengene fortæller myter om pigerne og frygter dem. En nat, hvor drengernes by bliver angrebet, sårer hovedpersonen Albert (10) en pige, Sofie (10). I stedet for at give hende til de andre drenge, tager Albert hånd om hende og læger hendes sår. Gennem Sofie får Albert at vide om pigernes verden, men da han bliver afsløret og bagefter udstødt som forræder, flygter han til pigernes verden. En helt ny verden åbner sig for Albert, men desværre er drengerne på sporet af ham, og bevæbnet til tænderne vil de nedkæmpe pigerne en gang for alle. En stor konflikt truer Børnenes Verden. En konflikt som kun Albert kan løse.